# Ádám Szepesi
Ádám Szepesi (* 12. April 1945 in Békéscsaba) ist ein ehemaliger ungarischer Hochspringer.
Bei den Olympischen Spielen 1972 in München wurde er mit 2,18 m Fünfter.
1972 wurde er Ungarischer Meister. Seine persönliche Bestleistung von 2,21 m stellte er am 10. Juni 1972 in Budapest auf.